# Frołowszczyzna
Frołowszczyzna  (biał. Фралоўшчына; ros. Фроловщина) – wieś na Białorusi, w obwodzie witebskim, w rejonie miorskim, w sielsowiecie Nowy Pohost.

## Historia
W czasach zaborów wieś w gminie Przebrodź, w powiecie dzisieńskim, w guberni wileńskiej Imperium Rosyjskiego. Pod koniec XIX wieku należała do dóbr Pohost.
W latach 1921–1945 wieś leżała w Polsce, w województwie wileńskim, w powiecie dziśnieńskim, od 1926 roku w powiecie brasławskim, w gminie Przebrodzie, a następnie w gminie Nowy Pohost.
Według Powszechnego Spisu Ludności z 1921 roku zamieszkiwało tu 68 osób, 1 była wyznania prawosławnego a 67 staroobrzędowego. Jednocześnie 1 mieszkaniec zadeklarował polską, 67 białoruską przynależność narodową. Było tu 12 budynków mieszkalnych. W 1931 w 13 domach zamieszkiwało 99 osób.
Wierni należeli do parafii rzymskokatolickiej i prawosławnej w Przebrodziu. Miejscowość podlegała pod Sąd Grodzki w Drui i Okręgowy w Wilnie; właściwy urząd pocztowy mieścił się w Nowym Pohoście.
W wyniku napaści ZSRR na Polskę we wrześniu 1939 miejscowość znalazła się pod okupacją sowiecką. 2 listopada została włączona do Białoruskiej SRR. Od czerwca 1941 roku pod okupacją niemiecką. W 1944 miejscowość została ponownie zajęta przez wojska sowieckie i włączona do Białoruskiej SRR.
Od 1991 w składzie niepodległej Białorusi.